# 金サッカ
金 サッカ（きん さっか、キム・サッカ、1807年（純祖7年） - 1863年（哲宗14年））は、朝鮮後期の諷刺・放浪詩人である。

## 人物・来歴
本名は金 炳淵（きん へいえん、; 김병연、キム・ビョンヨン（ピョンヨン））、本貫は安東金氏であり、字は性深（せいしん; 성심、ソンシム）、号は蘭皐（らんこう; 난고、ナンゴ）である。漢字で「金笠」と書いて、訓読式に「キム・サッカッ」、あるいは漢字音で「キム・ニプ（김립）」「キム・イプ（김입）」などと呼ばれることもある。日本では「金笠」と書き、発音の繁雑さを避けて「サッカ」と呼ばれるのが一般的である（本記事でも以下、「金笠（キムサッカ）」に統一する）。サッカ（삿갓）とは「編み笠」の意で、彼が編み笠をかぶって全国を放浪したことに因む俗称である。
韓国においては、当意即妙で機知に富み、風流で自由奔放、諧謔に富んだ人生と作品には非常に人気があり、近年、小説やTVドラマでも盛んに取り上げられている。
朝鮮全土を放浪して数多くの作品を作り庶民から親しまれたが、多くは口伝てであり、散逸しつつあった。
日本統治下の1939年に李応洙によって初めて「金笠詩集」（京城学芸社〈朝鮮文庫〉）が編纂された。日本においては、その「金笠詩集」を、当時、朝鮮を旅行中だった三好達治が読み、「漂泊詩人金笠に就て」という評論を1941年に雑誌『文學界』4月号から5回にわたって発表したほか、佐藤春夫が、金素雲の韓国詩訳詩集『乳色の雲』に寄せた序文「朝鮮の詩人等を日本詩壇に迎へんとするの辭」で彼に触れている。
世俗のしがらみから飛び出して、放浪しながら奔放な詩を作ったという点で、日本の良寛や山頭火に比せられる。
| 浮浮我笠等虛舟，一着平安四十秋。牧豎行裝隨野犢，漁翁身勢伴江鷗。閒來脫掛看花樹，興到攜登玩月樓。俗子衣冠皆虛飾，滿天風雨獨無愁。—金笠《詠笠》 | ” |

| “ | 方冠長竹兩班兒，新買鄒書大讀之。白晝候孫初出袋，黃昏蛙子亂鳴池。威因老釋能成喝，學優樵童強作師。若使紅牌浮水去，今年及第舍渠誰。——金笠《嘲兩班兒》 | ” |

| “ | 是是非非非是是，是非非非是非是。是非非是是非非，是是非非是是非。——金笠《是非歌》 | ” |

## その他
韓国の「この月の文化人物」に2002年9月に選ばれた。
彼の墓がある江原道寧越郡下東面が、2009年10月20日に金サッカ面（ko:김삿갓면）に改称された。